# Crucero de Setúbal
El Crucero de Setúbal (en portugués, Cruzeiro de Setúbal) o Crucero de la Plaza de Jesús (Cruzeiro do Largo de Jesus) se sitúa en el concejo de São Julião, en el municipio de Setúbal, distrito de Setúbal, Portugal.
Este crucero está situado en la Plaza de Jesús, frente a la Iglesia de Jesús. Está realizado en su totalidad de un tipo de piedra que existe en la Sierra de la Arrábida, conocida como brecha o mármol de la Arrábida.
Fue mandada construir por Jorge de Lencastre, hijo bastardo del rey Juan II de Portugal y, tras varias recolocaciones, fue situado en 1892 su emplazamiento definitivo, en el este de la plaza de Jesús.
Fue clasificado como Monumento Nacional en 1910.